# Ліцензійна політика Microsoft
Ліцензійна політика Microsoft характеризує правила придбання і використання її програмного забезпечення. Кожен продукт компанії, набутий у вигляді коробкової та OEM-версії, має ліцензійну угоду кінцевого користувача (англ. EULA — End User License Agreement що регулює відносини Microsoft з фізичною або юридичною особою, що придбаває її програмне забезпечення. Існує кілька моделей ліцензування (коробкова, OEM-ліцензування та виняткові моделі), які включають підвиди (Open Value, Open License, Enterprise Agreement та інші). Ліцензування окремих продуктів залежить від корпоративного або приватного використання і характеризується рядом спільних характеристик: вимога активації, заборона на поширення, заборона на створення певного числа копій.

## Ліцензування

### Звичайні моделі
Подібно іншому пропрієтарному програмному забезпеченню, продукція Microsoft охороняється законом про авторські права. Це означає, що правовласник зберігає за собою виняткові права на програмне забезпечення. Для придбання продукту необхідно погодитися з умовами ліцензії (що призводить до отримання ряду обмежених прав особою, що придбаває продукт), за якою поширюється програмне забезпечення («купити ліцензію»). 
| Характеристика         | Коробкова версія | OEM |
| Об'єкт придбання       | Програмне забезпечення на установному носії | Апаратні засоби з установленим програмним забезпеченням                                                                                    |
| Підтвердження ліцензії | Сертифікат справжності (СОА) нанесено на коробку і є підтвердженням ліцензійних прав користувача. На сертифікаті вказано найменування продукту. 25-значний ключ продукту поміщений на наліпці всередині коробки | Сертифікат справжності (СОА) наліплений на корпус ПК, на сертифікаті зазначено найменування продукту і документи, що підтверджують покупку |
| Хто може встановити ПЗ | Кінцевий користувач | Постачальник систем |
| Обмеження на поширення | Користувач може перенести ПЗ на інше обладнання | ПЗ прив'язане до конкретного ПК, перенесення на інше обладнання заборонене                                                                 |

Основними способами придбання ліцензії є покупка версії коробочки (англ. Full Packaged Product; FPP придбання OEM-ліцензії та придбання за програмами корпоративного ліцензування. 
- Коробкова версія включає в себе ліцензійну угоду, сертифікат справжності, дистрибутив з програмним продуктом, а для більш ранніх версій продуктів - також реєстраційну картку та документацію в друкованому вигляді. [4] Підтвердженням ліцензійних прав користувача є Сертифікат справжності (СОА), наклеєний на коробку.
- У разі OEM-версії (Original Equipment Manufacturer - виробник нового обладнання) покупець купує устаткування з попередньо встановленим програмним забезпеченням. [5] Програмне забезпечення, яке жорстко прив'язане до обладнання і може експлуатуватися тільки на ньому. OEM-версії програмного забезпечення поширюються тільки серед постачальників комп'ютерного устаткування і можуть бути продані тільки ними та тільки разом з обладнанням. Необхідним підтвердженням ліцензійних прав користувача є сертифікат справжності, наклеєний на корпус ПК.

| Порівняння основних корпоративних моделей   | Порівняння основних корпоративних моделей                                                     | Порівняння основних корпоративних моделей                                                                         | Порівняння основних корпоративних моделей                                                    | Порівняння основних корпоративних моделей                                                                         | Порівняння основних корпоративних моделей |
| ------------------------------------------- | --------------------------------------------------------------------------------------------- | --- | -------------------------------------------------------------------------------------------- | --- | ----------------------------------------- |
| Характеристика                              | Open License                                                                                  | Open Value | Enterprise Agreement                                                                         | Open Value Subscription                                                                                           |                                           |
| Вхідний поріг                               | 5 ліцензій                                                                                    | 5 ліцензій | 250 ПК                                                                                       | 5 ПК |                                           |
| Строк дії угоди                             | 2 роки                                                                                        | 3 роки | 3 роки                                                                                       | 3 роки |                                           |
| Строк дії ліцензії                          | Безстрокова                                                                                   | Безстрокова | Безстрокова                                                                                  | Тимчасова |                                           |
| Включення афілійованих осіб                 | Дозволяється надання можливості розміщення замовлень з використанням досягнутого рівня знижки | Можна консолідувати замовлення від афілійованих осіб, розташованих на території країни, в якій підписується угода | Можна консолідувати замовлення від афілійованих осіб, розташованих на території певних країн | Можна консолідувати замовлення від афілійованих осіб, розташованих на території країни, в якій підписується угода |                                           |
| Програма Software Assurance                 | Можна придбати додатково                                                                      | Включено до вартості                                                                                              | Включено до вартості                                                                         | Включено до вартості                                                                                              |                                           |
| Використання попередньої версії (downgrade) | Дозволяється використовувати будь-які попередні версії ліцензованих продуктів                 | Дозволяється використовувати будь-які попередні версії ліцензованих продуктів                                     | Дозволяється використовувати будь-які попередні версії ліцензованих продуктів                | Дозволяється використовувати будь-які попередні версії ліцензованих продуктів                                     |                                           |

- Корпоративне ліцензування - це послуга Microsoft, яка надається корпоративним користувачам, з придбання, використання, управляння та продовження декількох ліцензій, а також ряд додаткових служб. [7] Корпоративне ліцензування може здійснюватися за однією з п'яти моделей:

1. Open Value - програма придбання програмного забезпечення на виплат для малого і середнього бізнесу [8]
2. Open Value Subscription - програма оренди програмного забезпечення для малого та середнього бізнесу [9]
3. Open License - програма для придбання набору різних ліцензій зі знижками [10]
4. Enterprise Agreement - програма придбання програмного забезпечення для організацій з числом комп'ютерів від 250 [11]
5. Enterprise Agreement Subscription - програма оренди програмного забезпечення для організацій з числом комп'ютерів від 250

### Виняткові моделі
Також існують ще три особливі моделі ліцензування:
- для освітніх установ
- для державних і муніципальних установ
- для комп'ютерних клубів

Для освітніх установ існують три моделі ліцензування: Academic Open (для організацій з числом ПК менш як п'ять), License Academic and School Agreement (понад п'ять), а також спеціальні коробкові продукти, які є звичайною версією ПО, але з накладенням обмежень на використання тільки в освітніх організаціях, поширювані за зниженими цінами. 
Державні установи можуть працювати за ліцензійною моделлю Microsoft Open License Government, згідно з якою ПЗ надається зі знижками на умовах Open Value або Enterprise Agreement, Open Value Subscription або Enterprise Agreement Subscription.
Організації, які здають ПК в оренду (зокрема, комп'ютерні клуби), працюють з особливими ліцензіями,  що обумовлено забороною на надання програмного забезпечення третім особам звичайними ліцензіями (OEM, Open Value, Open License, Enterprise Agreement).  До них відносяться Rental Rights для Windows 7 Professional і Office Standard / Professional Plus 2007/2010. Інша продукція Microsoft за такими ліцензіями не поширюється. 

## Загальні умови ліцензійних угод
Для ліцензійної політики Microsoft характерні:    
1. відмова від відповідальності
2. примусова активація
3. обмеження на число створюваних копій
4. заборона на дослідження програмного забезпечення
5. заборона на надання продукту третім особам або у тимчасове користування [1]
6. накладення обмежень на число пристроїв, підключених до робочої станції, що працює під управлянням ліцензованого ПЗ
7. накладення обмежень на обладнання й обмеження на число користувачів, що одночасно працюють з програмним забезпеченням

У разі виникнення вимог сплати компенсації її розмір обмежується вартістю продукту або п'ятьма доларами США. 
Купівля програмного продукту - придбання ліцензії (права) на його використання.  Ліцензія може бути підтверджена наліпкою із зазначеним на ній ключем продукту, розташованій на установному носії з сертифікатом справжності, і документом, що підтверджує факт покупки. У разі придбання товару в Інтернеті свідченнями придбання ліцензійної копії програмного забезпечення є ключ продукту Microsoft і документ, що підтверджує факт покупки. 

### Активація
Активація Windows - це механізм підтвердження її законного використання, наявний у Windows XP, Windows Vista і Windows 7.   Під час активації ПЗ передає відомості про комп'ютер (апаратне і програмне забезпечення) в Microsoft. Ці відомості містять наступні відомості:  версію та мову програмного забезпечення, ключ продукту, IP-адресу комп'ютера та інші відомості про конфігурацію комп'ютера.  Процедура активації використовується компанією Microsoft для зв'язування використання програмного продукту з певним пристроєм. Активацію можна виконати за телефоном або за допомогою інтернету. Після активації програмне забезпечення буде періодично перевірятися, запитуючи функцію перевірки. У разі невдалої перевірки може знадобитись повторно активувати, про що будуть з'являтися повідомлення. Крім того, функціональність деяких застосунків може скоротитися, а щоб отримувати оновлення стане неможливим. 
Програма перевірки перевіряє, чи активовано програмне забезпечення, і чи є на нього ліцензія. Крім того, перевіряється, чи не вносилися несанкціоновані зміни в функції перевірки, ліцензування або активації програмного забезпечення. При перевірці може бути також виявлено шкідливе або незаконне програмне забезпечення, пов'язане з такими несанкціонованими змінами. Якщо наявність ліцензії підтверджується в результаті перевірки, користувач може продовжувати користуватися програмним забезпеченням. 

Ліцензійна угода обумовлює  обов'язковість активації протягом 30 днів з моменту установки продукту. Передбачається, що в разі зміни апаратної частини робочої станції може знадобитися повторна обов'язкова активація продукту. Microsoft визнає, що:
У продукт вбудовані технічні засоби, що запобігають незаконному або неліцензійному використанню продукту. Ви погоджуєтеся з тим, що такі засоби можуть використовуватися нами.

## Ліцензування за продуктами
| Порівняння політики ліцензування XP, Vista і Seven | Порівняння політики ліцензування XP, Vista і Seven | Порівняння політики ліцензування XP, Vista і Seven | Порівняння політики ліцензування XP, Vista і Seven | Порівняння політики ліцензування XP, Vista і Seven       | Порівняння політики ліцензування XP, Vista і Seven |
| -------------------------------------------------- | -------------------------------------------------- | -------------------------------------------------- | -------------------------------------------------- | -------------------------------------------------------- | -------------------------------------------------- |
| Характеристика                                     | Windows Seven                                      | Windows Vista                                      | Windows XP                                         | Windows Server 2008                                      |                                                    |
| Служби Windows Live                                | Регламентовані спеціальною угодою                  | Регламентовані спеціальною угодою                  | Включені в ліцензію                                | Включені в ліцензію                                      |                                                    |
| Обмеження на число встановлених копій              | Одна копія на один комп'ютер                       | Одна копія на один комп'ютер                       | Одна копія на один комп'ютер                       | 5 з додатковими обмеженнями                              |                                                    |
| Обмеження на число створюваних резервних носіїв    | 1 резервна копія                                   | 1 резервна копія                                   |                                                    | Необмежене число з обмеженнями в можливості використання |                                                    |
| Розмір компенсації                                 | 5 доларів США                                      | 5 доларів США                                      | 5 доларів США                                      | 5 доларів США                                            |                                                    |

### Windows 7

#### Загальні умови
Ліцензійна угода регламентує використання тільки самої Windows 7 (операційні системи для настільних комп'ютерів), виключаючи служби Windows Live.  Ліцензія на користування програмним забезпечення - одна копія на один комп'ютер. 
У загальному випадку дозволяється виготовлення тільки однієї резервної копії установного носія. 

#### Обмеження
Обмеження, що накладаються на кінцевого користувача: 
1. Забороняється використання складників програмного забезпечення для роботи із застосунками, не призначеними для роботи з цим програмним забезпеченням.
2. Забороняється використання програмного забезпечення для надання мережевих послуг на комерційній основі.
3. До підключення на ліцензованому комп'ютері програмного забезпечення можуть мати доступ до 20 інших пристроїв виключно в призначених для користувача цілях (для використання файлових служб, служб друку, служб IIS, телефонних служб і для забезпечення загального доступу до підключення до Інтернету).
4. Програмне забезпечення не продається, а надається в користування на умовах ліцензії, надаючи користувачу тільки деякі права на використання функцій.
5. Microsoft залишає за собою всі інші права.

#### Передача даних
За угодою використання програмного забезпечення автоматично веде за собою згоду на передачу даних. Microsoft визнає,  що може використовувати відомості про комп'ютер, відомості про прискорювач, дані про варіанти пошуку, звіти про помилки, зловмисні програми для поліпшення свого програмного забезпечення та служб, а також передавати ці відомості третім особам, наприклад, постачальникам обладнання та програмного забезпечення.

### Windows Vista

#### Загальні умови
У преамбулі вказується,  що дія ліцензії поширюється на програмне забезпечення Vista, а також на будь-які оновлення, доповнення, служби інтернету і служби технічної підтримки, якщо вони не супроводжуються іншими умовами. У разі їх наявності пріоритет надається їм.  Використання обумовленого програмного забезпечення означає згоду з дотриманням умов угоди. Ліцензія на використання програмного забезпечення видається окремо на кожну копію на кожному пристрої.  Використання служб Windows Live обмовляється в окремій угоді. Підтвердженням ліцензії є наклейка на упаковці продукту.

#### Установлення і використання
Угода вимагає призначення ліцензії на використання програмного забезпечення комп'ютера перед безпосереднім установленням цього продукту.  Такий пристрій Microsoft іменує «ліцензійним». Угода накладає такі умови та обмеження: 
1. Забороняється використовувати програмне забезпечення на іншому пристроєві.
2. На ліцензованому пристрої можуть працювати не більше двох процесорів.
3. Можна використовувати тільки одну версію програмного забезпечення: 32-х або 64-розрядну.
4. Використання обладнання або програмного забезпечення для зменшення кількості пристроїв або користувачів, які безпосередньо використовують програмне забезпечення Microsoft не зменшує кількості необхідних ліцензій.
5. При роботі зі шрифтами дозволяється тільки їх включення в зміст і друк на принтері.
6. Забороняється передавати третім особам значки, зображення, звуки та інші елементи мультимедіа.
7. Забороняється використовувати програмне забезпечення після закінчення строку, необхідного для активації, в разі невиконання процедури активації.
8. Дозволяється виготовлення тільки однієї резервної копії ПЗ.
9. Дозволяється виготовлення тільки однієї резервної копії ПЗ2.
10. Дозволяється виготовлення тільки однієї резервної копії ПЗ3 (три).

#### Служби інтернету
Служби інтернету поставляються разом з програмним забезпеченням. До їх числа відносяться: 
- функції оновлення Windows (Windows Update)
- функції для роботи з вмістом вебресурсів
- цифрові сертифікати
- Auto Root Update
- Windows Media Digital Rights Management (WMDRM)
- та інші служби

Microsoft залишає за собою право в будь-який час змінити або припинити роботу цих служб.  Під час їх роботи Microsoft збирає відомості про комп'ютер (апаратні відомості, IP-адреса, тип операційної системи, тип браузера, назву та версію програмного забезпечення). Забороняється використання перерахованих служб і функцій для заподіювання шкоди третім особам. 

#### Обмеження ліцензії
Усі інші права, які не обумовлюються в ліцензійній угоді, залишаються за Microsoft. При цьому забороняється  обходити технічні обмеження програмного продукту і використовувати програмне забезпечення для надання комерційних послуг.

### Windows XP

#### Загальні умови
За угодою  користувач має право встановлювати, використовувати, отримувати доступ, показувати та запускати одну копію продукту на одному комп'ютері. При цьому під комп'ютером мається на увазі робоча станція, термінал або будь-який інший пристрій. Угода обмежує використання продукту роботою на двох процесорах однієї робочої станції, а до самої робочої станції можна під'єднати максимум 10 комп'ютерів (чи інших електронних пристроїв). Дозволяється створення і зберігання копії продукту за умови придбання та виділення окремої ліцензії на кожну робочу станцію. 
Всі права, які не надаються ліцензійною угодою, збережені за Microsoft. 

#### Додаткове програмне забезпечення і служби
Ліцензійна угода поширюється на інші оновлення, виправлення, додаткові складники, якщо їх установлення та використання не передбачає інших угод.  При цьому, Microsoft залишає за собою право припинити роботу будь-якої служби в Інтернеті, наданої або доступної за допомогою використання продукту.

#### Передача
Угода дозволяє перенесення продукту на інший комп'ютер; при цьому необхідно видалити його копію з попереднього.  Дозволяється повністю передавати продукт іншій особі. Для цього необхідно повну згоду нового обличчя з умовами угоди, а також видалення наявної копії програмного забезпечення. Передача в тимчасове користування забороняється. 

#### Інші обмеження
Програму Net Meeting, віддалений помічник і віддалений робочий стіл дозволяється використовувати спільно з іншими продуктами Microsoft за умови згоди з додатковими ліцензіями.  Корпорація і її афілійовані особи залишають за собою право збирати та використовувати для вдосконалення своїх продуктів, а також передавати третім особам технічні відомості про комп'ютер, отримані будь-яким способом. Водночас умовлюється,  що ця передача буде проводитися у формі, що не розкриває конкретного користувача. 

#### Обмеження відповідальності Microsoft
Ліцензійна угода є єдиною надаваною гарантією, що замінює інші явні гарантії. Корпорація надає свої продукти та послуги, а також технічну підтримку на умовах «як є» і «з усіма несправностями» і відмовляється від надання будь-яких інших гарантій і умов.  Крім того, угода не надає гарантій права власності, спокійного володіння і користування, відповідності опису та непорушення прав на інтелектуальну власність. 
Корпорація Microsoft і її постачальники не несуть відповідальності за будь-які збитки, шкоду, упущену вигоду, втрату конфіденційних відомостей, зобов'язання діяти сумлінно і з розумною обачністю, навіть якщо вона або її постачальники були заздалегідь повідомлені про можливість цих збитків. 

### Windows Server 2008

#### Загальні умови
Ліцензійна угода регулює питання використання програмного забезпечення, а також установлення доповнень, виправлень, служб підтримки та інтернету. ПЗ поставляється на умовах «як є».  За угодою Microsoft не надає ніяких умов і гарантій, а також не надає підтримку в обов'язковому порядку.  З Microsoft або її афілійованих осіб можна стягнути не більше 5 доларів США. 

#### Користування
Перед установленням продукту на сервер йому необхідно «призначити» ліцензію. Дозволяється розповсюджувати одну ліцензію на один сервер, але забороняється встановлювати продукт по одній ліцензії на кілька серверів. Дозволяється перепризначати ліцензію, але не раніше 90 днів після останнього перепризначення.  Можна користуватися тільки однією копією серверного програмного забезпечення і не більше ніж чотирма копіями на віртуальній машині.  Одночасне використання максимально можливого числа копій (5) дозволяється у випадках, якщо: 
- виконується програмне забезпечення віртуалізації
- виконуються служби віртуалізації або забезпечується їх виконання
- працює ПЗ, що управляє або обслуговує операційну систему на сервері

Дозволяється необмежене використання наступних технологій: 
- AD Migration Tool
- FRS Monitoring Tools
- Remote Desktop Connection Client
- RSAT Client

#### Копіювання
Дозволяється  створення будь-якої кількості копій серверного та іншого ПЗ, а також його зберігання на будь-якому сервері або пристроєві зберігання даних. При цьому обумовлюється,  що ці дії повинні допомагати реалізовувати право на поширення програмного забезпечення на власні сервери, але не повинні передавати програмне забезпечення третім особам.

#### Інші обмеження
При роботі з програмним забезпеченням дозволяється  використовувати мультимедійні засоби. Передавати їх третім особам заборонено. Також забороняється: 
- використання файлів або складників в іншій операційній системі або в застосунку, запущеному під іншою операційною системою
- комерційне використання програмного забезпечення для надання мережевих послуг

### Visual Studio2010
Усі редакції Visual Studio діляться на дві групи: клієнтські (Ultimate, Premium, Professional, Test Professional) і серверні (Team Foundation Server і Lab Management).  Вони можуть ліцензуватися за програмою корпоративного ліцензування або по моделі Retail Software License Terms (ліцензійна угода на використання придбаного в роздріб програмного забезпечення). Клієнтські версії Visual Studio можуть бути ліцензовані по чотирьох програмах корпоративного ліцензування: 
1. Open Value - поставляються тільки з підпискою MSDN. Програмне забезпечення, що постачається з підпискою MSDN, ліцензується тільки на користувача. При цьому будь-який користувач, що працює з ПЗ, встановленим іншим користувачем по підписці MSDN, сам зобов'язаний мати цю підписку. [23] ПЗ, отримане за передплатою MSDN, може використовуватися тільки в цілях проєктування, розробки, тестування та показу. Для виробничого застосування потрібні інші ліцензії, наприклад, клієнтські ліцензії доступу (CAL).
2. Open License - можуть поставлятися як із підпискою, так і без.
3. Select - як і Open License.
4. Enterprise Agreement - тільки з підпискою MSDN.

Visual Studio Foundation Server ліцензується за моделлю CAL, яка передбачає необхідність мати ліцензію на кожен примірник програми для кожного користувача або пристрою: 
1. MSDN - в цьому випадку користувач має право встановлювати тільки одну копію на один пристрій.
2. Корпоративні ліцензії - по одній з моделей корпоративного ліцензування.
3. Особлива ліцензія для роздрібного придбання - дозволяється розгортання однієї копії Team Foundation Server, з якої можуть працювати до п'яти осіб.

Існує особлива ліцензія External Connector, що дозволяє використання однієї копії програми необмеженим числом будь-яких зовнішніх користувачів. 
Microsoft запустила програму DreamSpark для надання безплатного доступу студентам і аспірантам до засобів розробки та програмування. 

### Visual Basic.NET

#### Загальні умови
У загальних умовах ліцензії вказується, що Microsoft надає фізичним особам персональну, не виключну ліцензію на використання програмного забезпечення, а також на створення і використання копій програмного забезпечення з метою проєктування, розробки, тестування та показу Ваших програмних продуктів за умови, що Ви є єдиною фізичною особою, яка використовує Програмне забезпечення.  Для юридичних осіб Microsoft надає персональне, не виключне право на користування Програмним забезпеченням, а також на створення і використання копій Програмного забезпечення за умови, що для кожної фізичної особи, яка використовує Програмне забезпечення в Вашої організації, Ви придбали окрему дійсну ліцензію. 

#### Умови розповсюдження
Microsoft накладає наступні обмеження на використання: 
1. Поширення вдруге розповсюджуваних складників допустиме тільки у вигляді об'єктного коду і разом з прикладним програмним продуктом або як частина прикладного програмного продукту, розробленого та істотно розширюваного основні функціональні можливості вдруге розповсюджуваних складників.
2. Вдруге поширювані складники повинні працювати тільки на платформах Microsoft Windows.
3. Програмне забезпечення ліцензіата, що включає вдруге поширювані компоненти, може поширюватися за межами приміщень або організації ліцензіата тільки на умовах ліцензійної угоди з кінцевим користувачем (яке може бути укладено шляхом відкриття упаковки, в електронному вигляді або шляхом підписання), умови якого повинні забезпечувати не меншу ступінь захисту, ніж умови цього ліцензійної угоди з кінцевим користувачем.
4. Для цілей продажу програмного забезпечення ліцензіата не можуть використовуватися назва, логотип і товарні знаки Microsoft.
5. Програмне забезпечення ліцензіата повинно супроводжуватися власними дійсними повідомленнями ліцензіата про авторські права, достатніми для захисту авторських прав Microsoft стосовно програмного забезпечення.
6. Усі товарні знаки та повідомлення про авторські або патентні права, з якими покупець отримав програмне забезпечення, повинні бути збережені в зрозумілому вигляді.
7. Ліцензіат приймає зобов'язання звільнити Microsoft від матеріальної та іншої відповідальності, а також захистити Microsoft від будь-яких претензій або позовів, що виникають у зв'язку або внаслідок використання і поширення програмного забезпечення ліцензіата, включаючи витрати на оплату послуг адвокатів.
8. Ліцензіат приймає зобов'язання виконувати всі інші умови цієї Ліцензійної угоди з кінцевим користувачем;
9. Microsoft зберігає за собою всі права, не надані ліцензіату явно. Ліцензіат також зобов'язується не дозволяти його кінцевим користувачам подальше поширення вдруге розповсюджуваних компонентів, за винятком випадку, коли воно дозволяє своїм розповсюджувачам подальше поширення вдруге розповсюджуваних компонентів його кінцевим користувачам, за умов: його розповсюджувачі поширюють вдруге поширювані компоненти тільки разом з програмним забезпеченням ліцензіата або як його частина; ліцензіат також дотримується всіх інших умови цієї Ліцензійної угоди з кінцевим користувачем; його розповсюджувачі дотримуються всіх обмежень даної ліцензійної угоди з кінцевим користувачем, які відносяться до ліцензіата.

У разі використання вдруге розповсюджуваних компонентів ліцензіат також зобов'язується дотримуватися застосовних умов поширення, викладених стосовно вдруге розповсюджуваних компонентів.  При цьому права на вдруге поширювані компоненти надаються особі в рамках цієї ліцензійної угоди з кінцевим користувачем тільки за умови, що вона:
1. НЕ створює ніяких похідних продуктів на основі повторно розповсюджуваних компонентів таким чином, що ці компоненти в цілому або в частині потрапляють під дію будь-якого з умов виключеної ліцензії; [18]
2. не поширюється вдруге поширювані компоненти (або їх похідні) таким чином, що вони або їх частину підпадають під дію будь-якого з умов виключеної ліцензії.

«Обмежена ліцензія» - це будь-яка ліцензія, відповідно до якої використання, зміна та / або розповсюдження програмного забезпечення, щодо якого діє виключена ліцензія, можливі тільки в разі, якщо це програмне забезпечення або інше програмне забезпечення, що використовується та/або розповсюджується разом з ним, розкривається або розповсюджується у вихідних кодах, надається на умовах ліцензії для створення похідних продуктів або може поширюватися далі на безоплатній основі. 

### Dynamics CRM
Dynamics CRM ліцензується двома способами: через установлення програмного забезпечення в інфраструктуру підприємства або за схемою оренди, коли клієнт працює з CRM на віддаленому ресурсі (хостинг).  Існує два типи ліцензій CRM: серверна (кількість таких ліцензій повинна відповідати кількості серверів, на яких запущена програма) і клієнтська (кількість таких ліцензій повинна відповідати кількості користувачів, що працюють з програмою).  У разі орендної схеми клієнт придбаває тільки клієнтські ліцензії, в іншому випадку - обидва типи.
Існує три види серверних ліцензій: Workgroup, Professional і Enterprise. Workgroup підтримує роботу не більше ніж 5 користувачів, ціна 5 клієнтських ліцензій включена в ціну серверної ліцензії. У разі використання редакції Professional число користувачів обмежується числом клієнтських ліцензій. Enterprise дозволяє встановлювати кілька незалежних копій CRM на серверне обладнання. 
Клієнтські ліцензії діляться на два види: ліцензія на користувача і ліцензія на пристрій.  Ліцензія на користувача дозволяє клієнту використовувати CRM з будь-яких пристроїв, а ліцензія на пристрій - послідовне використання CRM будь-якими користувачами з одного (ліцензованого) пристрою. Обидва типи можуть використовуватися спільно в одній інсталяції CRM.  Крім того, існує обмежена ліцензія «тільки на читання», по якій можна переглядати відомості. Вона може поєднуватися з будь-яким з типів клієнтських ліцензій. 

## Історія появи
Вперше питання ліцензування продуктів Microsoft підняв Білл Гейтс у своєму відкритому листі до любителів (англ. An open letter to hobbyists  У ньому Гейтс відкрито звинуватив деяких програмістів в крадіжці ПЗ Microsoft (створеного в той час Altair BASIC):
Why is this? As the majority of hobbyists must be aware, most of you steal your software. Hardware must be paid for, but software is something to share. Who cares if the people who worked on it get paid?

Чому так? Як повинно бути відомо більшості любителів, більшість з вас крадуть ваше програмне забезпечення. Устаткування повинно бути оплаченим, але програмне забезпечення - це те, чим можна поділитися. Кого хвилює, що людям, які працювали над ним, платять?
Лист отримав багато відгуків. Частина з них підтримувала Гейтса, частина виступала проти. Дискусія з цього питання йде і зараз - в рамках протистояння ідеї власницького і вільного (відкритого) програмного забезпечення.

## Критика політики ліцензування
Ліцензійна політика Microsoft в основному критикується за попереднє установлення системи на комп'ютери, бо підвищує їх ціну і змушує покупця оплачувати вартість Microsoft Windows навіть в тому випадку, якщо він хоче встановити іншу операційну систему,  при цьому отримання відшкодування за відмову від ПЗ Windows на ринку утруднене. 
Також відомо, що Microsoft чинила тиск на OEM-виробників загрозою підвищення ціни на Microsoft Windows з вимогою скоротити число ПК, що продаються без установленої операційної системи.  У 1998 році більшість виробників погодилися з цією вимогою,  яка отримала назву «податок Microsoft» або «податок Windows». 
У 2002 році за результатами опитування близько 42% респондентів заявили, що вони хотіли б змінити використовувані програмні продукти через ліцензійну політику Microsoft.  Існує думка, що ліцензія на Windows повинна видаватися на людину, а не на обладнання. 

## Судові розгляди, пов'язані з порушенням ліцензійних прав

### Справа Поносова
У листопаді 2006 року директор сільської школи Олександр Поносов був звинувачений правоохоронними органами у використанні в школі неліцензійних версій Windows і Office.  Справа набула суспільного резонансу.   Сам Поносов стверджував, що комп'ютери надійшли в школу від Управління капітального будівництва Пермської крайової адміністрації з уже встановленим програмним забезпеченням. При цьому Microsoft не подавала цивільний позов проти Поносова,  а її представник у суді ухилився від відповіді на питання, чи підтримує корпорація звинувачення. У грудні 2008 року Поносов був повністю виправданий.

### Китай
У серпні 2009 року Китайський народний суд засудив 4 громадян Китаю до різних термінів тюремного ув'язнення і штрафу за створення і поширення модифікації операційної системи Microsoft Windows XP.  Ініціатором позову була організація Business Software Alliance. Цей судовий процес називають найбільшою в КНР справою про порушення авторського права на програмне забезпечення.  У квітні 2010 року Microsoft виграла позов проти китайської страхової компанії Dazhong Insurance, яка встановила на своїх комп'ютерах неліцензійні копії Microsoft Windows і Microsoft Office.  При цьому близько 80% програм, які використовувалися в Китаї у 2008 році, були піратськими. 